# 重力減光
重力減光(Gravity darkening)は、恒星の自転により起こる天文現象で、赤道が極よりも暗く冷たくなる。
自転により遠心力が生じるが、極よりも赤道の方が大きな遠心力を受ける。
極に比べて、遠心力により赤道では表面重力が弱くなり、その結果ガスは密度が低くなり、暗く冷たくなる。
しし座のレグルスのように、扁球のような形になるほどに自転が非常に速い恒星では、この現象が目立つ。